# Список фильмов Великобритании 1990 года

## 1990
| Название                         | Режиссёр             | Актёры                                              | Жанр                 | Также |
| -------------------------------- | -------------------- | --------------------------------------------------- | -------------------- | --- |
| 1990 год в кино                  |                      |                                                     |                      | |
| 1871                             | Кен МакМюллен        |                                                     |                      | Показан на Каннском кинофестивале 1990                                                                            |
| Американская мечта               | Барбара Коппл        |                                                     | Документальный       | совместно с США Премия «Оскар» за лучший документальный полнометражный фильм                                      |
| Братья Крэй                      | Медак, Питер         | Кемп, Мартин, Гэри Кемп, Билли Уайтлоу              | Криминальный         | |
| В яблочко!                       | Уиннер, Майкл        | Майкл Кейн, Мур, Роджер                             | Комедия              | |
| Ведьмы                           | Роуг, Николас        | Фишер, Джейсен, Хьюстон, Анжелика                   | Фантастика           | |
| Гамлет                           | Франко Дзеффирелли   | Гибсон, Мел, Клоуз, Гленн                           | Драма                | |
| Горец 2: Оживление               | Малкэхи, Рассел      | Ламберт, Кристофер, Мэдсен, Вирджиния, Коннери, Шон | Фантастика           | совместно с Аргентиной и Францией                                                                                 |
| Гул мотора                       | Бибан Кидрон         | Диана Квик, Оуэн, Клайв                             | Драма                | |
| Дети                             | Тони Палмер          | Бен Кингсли, Новак, Ким, Экланд, Бритт              | Драма                | |
| Дурак                            | Кристин Эдзард       | Джекоби, Дерек, Сирил Кьюсак                        | Драма                | |
| За завесой секретности           | Лоуч, Кен            | Макдорманд, Фрэнсис, Кокс, Брайан (актёр)           | Gjkbnbxtcrbq nhbkkth | победил в номинации Приз жюри на Каннском кинофестивале 1990                                                      |
| Искренне, безумно, сильно        | Мингелла, Энтони     | Стивенсон, Джульет, Рикман, Алан                    | Драма                | |
| Мемфисская красотка              | Кейтон-Джонс, Майкл  | Модайн, Мэттью, Штольц, Эрик                        | Военная драма        | |
| Мистер Фрост                     | Филипп Сетбон        | Голдблюм, Джефф, Бейтс, Алан                        | Триллер              | |
| Монашки в бегах                  | Линн, Джонатан       | Айдл, Эрик, Колтрейн, Робби,                        | Комедия              | |
| Немой крик                       | Дэвид Хайманн        | Глен, Иэн                                           |                      | Глен победил в номинации Серебряный медведь за лучшую мужскую роль на 40-м Берлинском международном кинофестивале |
| Остров сокровищ                  | Фрейзер Кларк Хестон | Чарлтон Хестон, Бейл, Кристиан, Рид, Оливер         | Приключения          | |
| Переступая черту                 | Дэвид Лиленд         | Кенни Иреланд, Нисон, Лиам                          | Драма                | |
| Под покровом небес               | Бертолуччи, Бернардо | Уингер, Дебра, Малкович, Джон                       | Драма                | Совместно с Италией                                                                                               |
| Поле                             | Шеридан, Джим        | Харрис, Ричард, Хёрт, Джон                          | Драма                | Совместно с Ирландией                                                                                             |
| Превратности судьбы              | О’Коннор, Пэт        | Глен, Иэн, Кристи, Джули                            | Драма                | |
| Розенкранц и Гильденстерн мертвы | Стоппард, Том        | Олдмен, Гэри, Рот, Тим, Дрейфус, Ричард             | Литературная драма   | |
| Сад                              | Джармен, Дерек       | Суинтон, Тильда, Джонни Миллс                       | Драма                | Участвовал в Московском международном кинофестивале 1991                                                          |
| Сладости жизни                   | Ли, Майк             | Элисон Стедман, Бродбент, Джим, Хоррокс, Джейн      | Комедия драма        | |
| Танцы в темноте                  | Майк Окрент          | Бен Мёрфи, Кон O'Нейлл                              | Комедия              | |
| Убить папочку                    | Майкл Остин          | Грант, Ричард, Дэвид Остин                          | Комедия              | |
| Утешение незнакомцев             | Шредер, Пол          | Ричардсон, Наташа, Уокен, Кристофер                 | Драма                | Показан на Каннском кинофестивале 1990                                                                            |
| Чикаго Джой и Снегурочка         | Бернард Роуз         | Сазерленд, Кифер, Ллойд, Эмили, Лиз Фрейзер         | Криминальный/Драма   | |
| Я нанял убийцу                   | Каурисмяки, Аки      | Лео, Жан-Пьер, Марги Кларк                          | Драма                | |